# Андрій Лещинський (архієпископ)
Андрі́й Лещи́нський (Анджей Лещинський; пол. Andrzej Leszczyński; 1608 — 15 квітня 1658) — польський державний діяч Речі Посполитої, єпископ Римо-Католицької Церкви. Єпископ Кам'янецький, архієпископ Гнезненський, примас Королівства Польського і Великого князівства Литовського (8 січня 1653–1658). Представник шляхетського роду Лещинських гербу Венява.

## Біографія
Син Вацлава Лещинського та його дружини Анни Роздражевської.
Навчався у Інгольштадті й Сієні. 1628 року призначений пробощом ленчицьким. 1633 року прийняв таїнство священства. Був секретарем польської королеви Цецилії-Ренати. На посаді підканцлера перебував у конфлікті з канцлером Юрієм Оссолінським. Виступав проти війни із Османською імперією, підтримував жорстоке придушення козацького повстання Хмельницького. Брав участь у битві під Берестечком (1651). Розбудував вівтар Хелмінського кафедрального собору (1650), заснував хелмінську семінарію (1651). Під час шведської навали супроводжував короля Яна II Казимира до Сілезії, звертався за допомогою до імператора й папи.
Посади: великий канцлер коронний (1650–1653), сенатор. Великий підканцлер коронний (1645–1650), королівський секретар. Єпископ кам'янецький (16 грудня 1641–1646) і хелмінський (4 травня 1646–1653). Абат-комендатор пшементський (з 1636), червінський (з 1643) і тинецький (з 1644). 1621 року прийняв свячення диякона від Лаврентія Гембицького. 1624 року став краківським каноніком.
Помер у Скерневицях, Польща. Похований у кафедральній базиліці міста Ловича.